# Opel Insignia B
La Opel Insignia B è la seconda generazione della Opel Insignia, un'autovettura di fascia medio-alta appartenente al segmento D prodotta dal 2017 a fine marzo 2023 dalla casa automobilistica tedesca Opel.
È stata commercializzata con il marchio Vauxhall nel Regno Unito, come Buick Regal in Cina e Nord America e come Holden Commodore in Australia.

## Storia e profilo

### Debutto

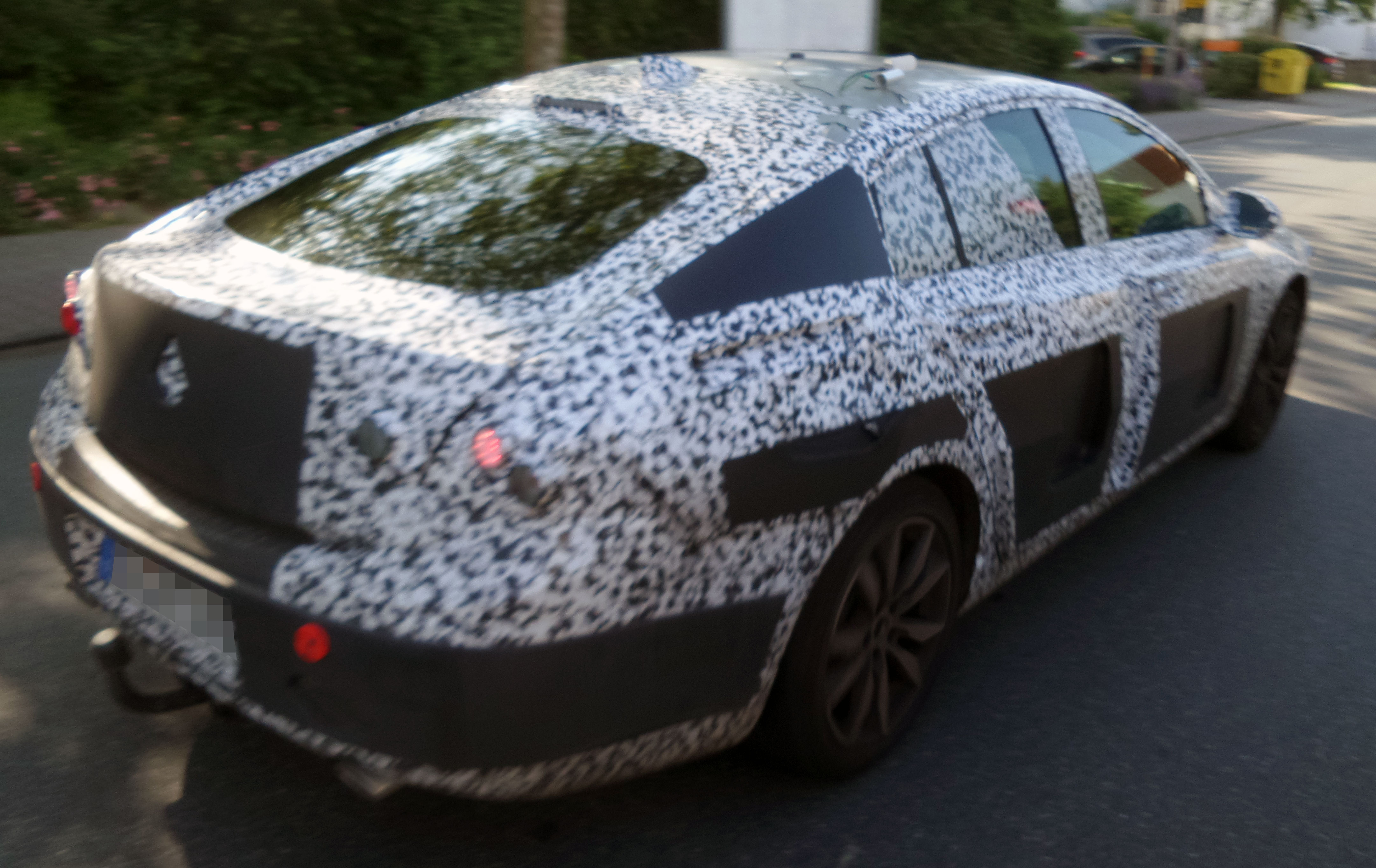
Muletto di una Insignia durante i test e collaudi prima del lancio

Il progetto che ha visto nascere la seconda generazione è stato sviluppato da Opel a partire dal 2012 in un’ottica globale. Infatti, come la precedente serie, anche per la Insignia B era prevista la commercializzazione non soltanto con il marchio Opel in Europa e Vauxhall nel Regno Unito ma anche con il marchio Buick in Nord America e Cina e a marchio Holden in Australia. Visto il grande successo ottenuto dall'Insignia A, prodotta in oltre 900.000 esemplari, per la nuova i progettisti hanno evoluto sia stilisticamente che meccanicamente la formula vincente della vecchia generazione. 
Per la piattaforma di base si realizzò una struttura totalmente inedita e modulare in modo che la si potesse condividere con tutti i modelli di segmento medio-alto del gruppo General Motors.
La presentazione della vettura avvenne al Salone di Ginevra nel marzo 2017. La vera novità fu la scelta di abbandonare sul mercato europeo la tradizionale carrozzeria a quattro porte per commercializzare la versione berlina stile fastback a cinque porte con il portellone posteriore denominata Insigna Grand Sport.  La versione station wagon continuò ad essere denominata Insignia Sport Tourer mentre la versione rialzata stile crossover mantenne la denominazione Country Tourer.
La produzione è partita ufficialmente nel marzo del 2017; la Opel ha investito in totale 500 milioni di euro per aggiornare l'impianto produttivo di Russelsheim.

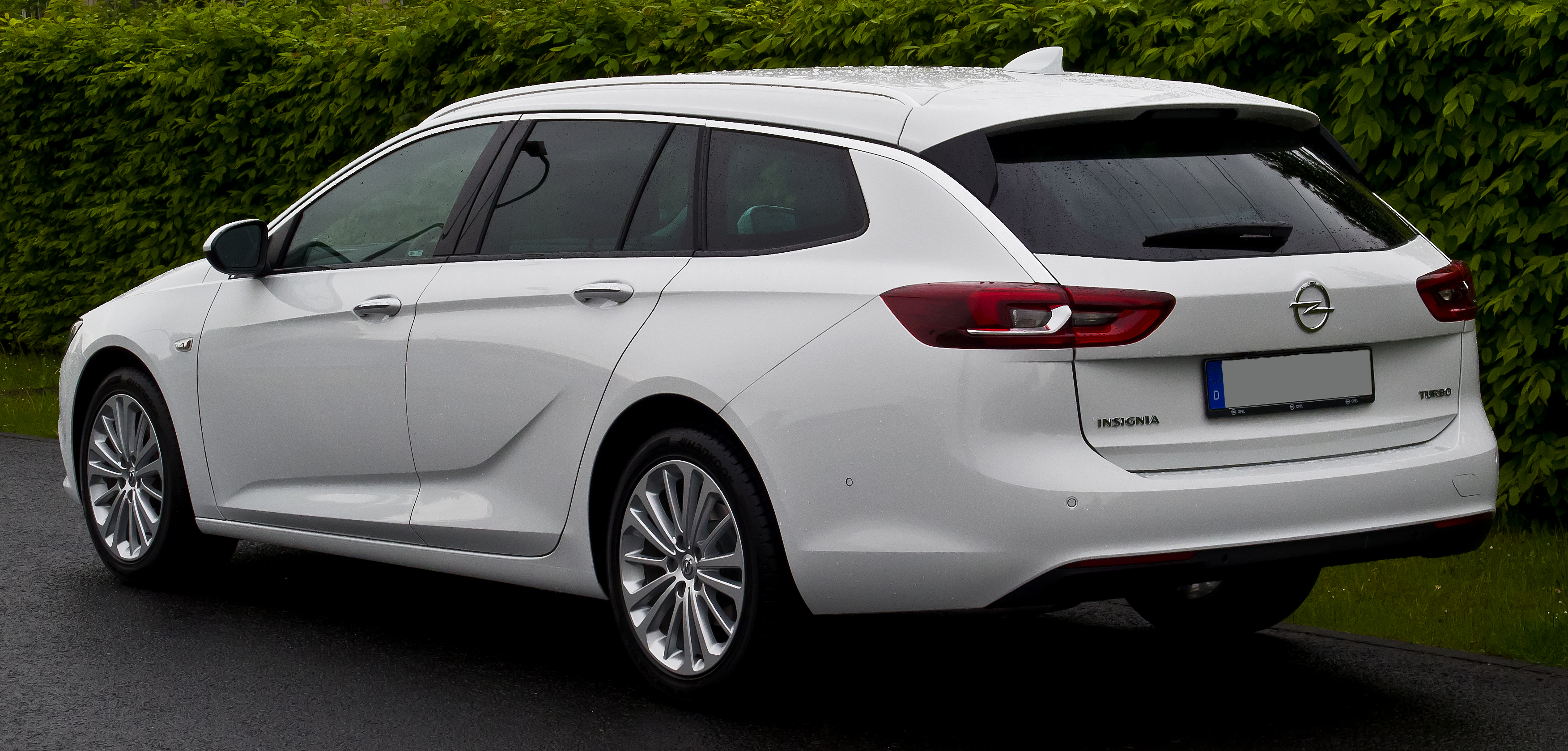
Insignia Sport Tourer, versione wagon

Dopo il debutto europeo viene svelata la versione destinata al mercato americano denominata Buick Regal e posizionata all’interno del listino Buick nel segmento mid-size, al di sotto dell’ammiraglia LaCrosse. Per la prima volta debutta in America anche la versione wagon crossover denominata Regal Tour X basata sulla Insignia Country Tourer. Il modello cinese viene presentato al Salone dell’automobile di Shanghai 2018 nella sola versione berlina fabbricata localmente dalla joint venture tra GM e SAIC; la differenza rispetto al modello europeo era nella carrozzeria berlina a quattro porte con portellone classico, per andare maggiormente incontro alle esigenze della clientela cinese.
Sul mercato australiano invece la General Motors, tramite la propria divisione Holden, commercializzò la Insignia con la denominazione Commodore andando a raccogliere l’eredità dello storico modello australiano che cessò di essere prodotto nel 2017.
Nel settembre 2017 al Salone di Francoforte viene presentata la Insignia GSi (acronimo di Grand Sport injection), versione sportiva erede della precedente Insignia OPC. La GSi risulta più leggera di 160 kg rispetto alla OPC ed è equipaggiata con il motore 2,0 litri Turbo a benzina da 260 cavalli e il turbodiesel 2,0 litri con tecnologia Multijet, doppio turbocompressore e 210 cavalli di potenza massima.

### Meccanica e tecnica
Il telaio di base è la nuova piattaforma modulare General Motors E2XX, struttura a trazione anteriore oppure integrale con motore anteriore in posizione trasversale. Il passo viene allungato di 92 millimetri e raggiunge i 2,83 metri. Le sospensioni anteriori possiedono una geometria di tipo MacPherson, solo sui modelli a trazione anteriore con cerchi in lega da 20 pollici viene utilizzata la struttura McPherson HiPerStrut. Il retrotreno utilizza un nuovo schema a ruote indipendenti multilink a 5 bracci. Sui modelli di punta sono disponibili le sospensioni a controllo elettronico FlexRide con tre set-up di guida e possibilità di personalizzazione dei vari parametri. Il sistema di trazione integrale sviluppato da GKN e denominato Twinster possiede il torque vectoring e sfrutta una doppia frizione davanti ai semiassi che sostituisce il differenziale posteriore; è abbinato alla trasmissione automatica a otto rapporti Aisin AF50-8.
Lo scheletro della carrozzeria è realizzato in acciai alto resistenziali ed è più leggero di 60 kg rispetto alla vecchia Insignia A per mezzo dell’utilizzo dell’alluminio in numerose zone della carrozzeria. L’intera struttura comprensiva di telaio è più leggera tra i 175 kg e i 200 kg a seconda della versione.
Tra i dispositivi di sicurezza debuttano i sistemi di assistenza alla guida con radar capace di riconoscere pedoni e ostacoli e di frenare la vettura, mantenimento corsia e distanza di sicurezza, lettore dei segnali stradali, sensori superamento veicoli e angolo cieco, cofano attivo.
Nel 2017 viene sottoposta ai crash test EuroNCAP ottenendo il punteggio di 5 stelle.

### Design e interni

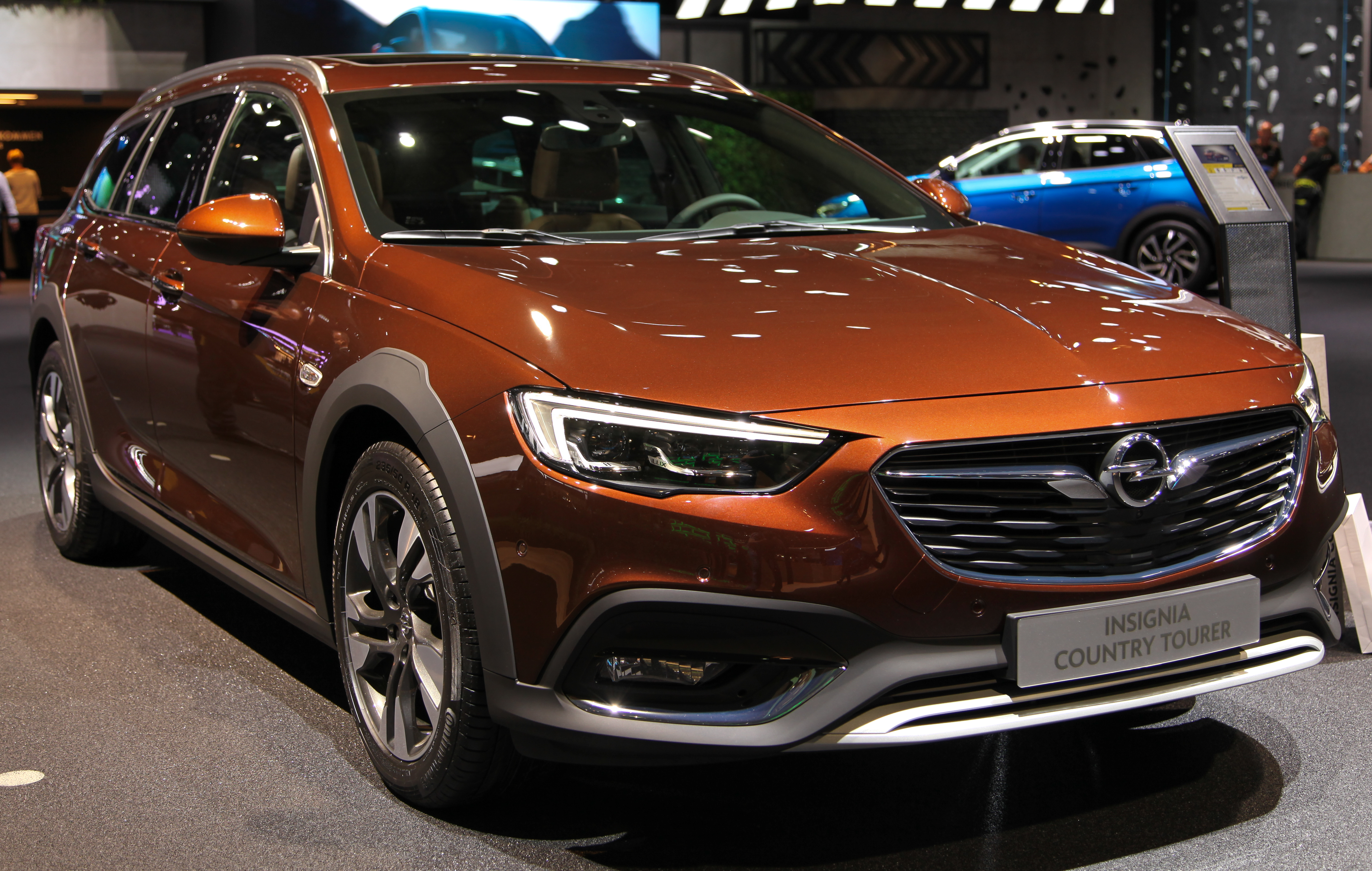
Insignia Country Tourer

Esteticamente viene evoluto il linguaggio stilistico della prima serie richiamando in numerosi particolari il prototipo Opel Monza esposto nel 2016. Disegnata da Mark Adams la vettura viene caratterizzata da linee più tese e filanti e con un profilo stile fastback caratterizzato dal tetto (più basso di 3 cm) discendente verso la coda e un accenno di terzo volume. La scelta del portellone posteriore apribile completamente è stata voluta dai vertici per andare maggiormente incontro alle esigenze della clientela del Nord Europa, dove questa soluzione viene preferita alla tradizionale carrozzeria 4 porte e station wagon. Il frontale presenta la classica calandra col marchio Opel tra due baffi cromati, i fanali vengono caratterizzati dalla firma luminosa a LED a freccia. Al posteriore il baule viene stilizzato per formare uno spoiler, i fanali si sviluppano su due livelli. La versione station wagon viene caratterizzata da una lunga cornice cromata che intercorre lungo tutta la linea dei finestrini della fiancata e si raccorda al lunotto posteriore.
Gli interni, disegnati da Stefan Arndt, presentano una forma più arrotondata rispetto agli esterni, con la plancia a sviluppo orizzontale con al centro lo schermo del sistema multimediale touchscreen a 7 o 8 pollici “IntelliLink Navi 900” con navigatore, connessione internet, wi-fi e connettività bluetooth, Android Auto, Apple CarPlay e GM OnStar 4G. Nel novembre 2018 debuttano i nuovi sistemi di infotainment “Multimedia” e “Multimedia Navi Pro” che presentano una nuova grafica stile smartphone e debutta opzionale la radio DAB e l’head-up display mentre viene abbandonato il servizio OnStar in seguito alla vendita della Opel, da parte della General Motors, al gruppo PSA.

### Allestimenti e versioni

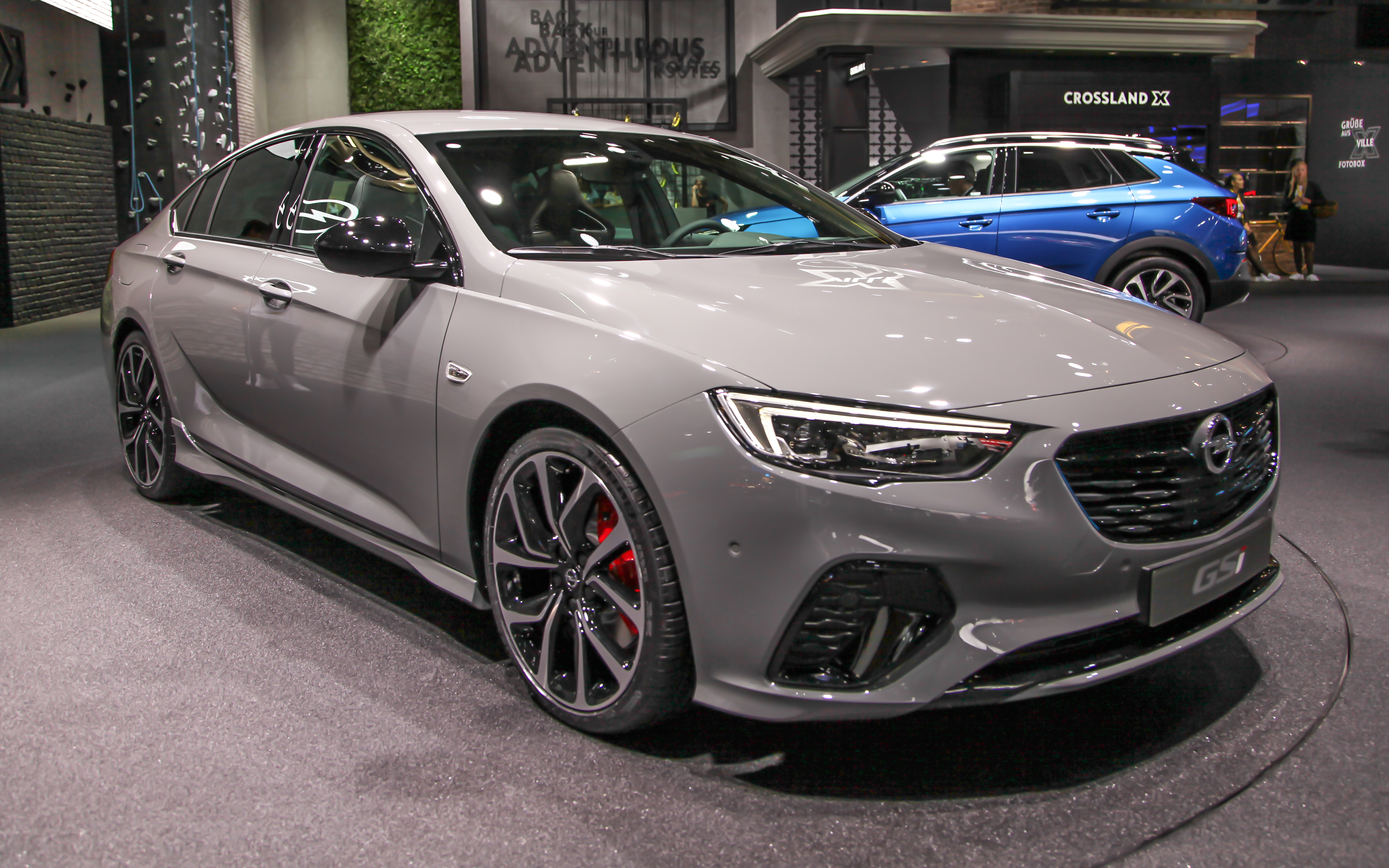
Insignia GSi

Gli allestimenti disponibili per la Opel Insignia sono 4:
- Advance: (Allestimento base) che ha di serie cerchi in lega da 17", rivestimenti in tessuto, cornici della griglia frontale nera, IntelliLink R4.0 con touchscreen da 7" a colori con Bluetooth, USB con Android Auto e Apple Carplay, Opel OnStar, Keyless Entry and Start, comandi al volante, computer di bordo con quadro strumenti da 3,5", regolazione della luminosità della strumentazione, luci posteriori e diurne anteriori a LED, antenna a pinna di squalo, volante a tre razze in pelle regolabile in altezza e profondità, bracciolo centrale anteriore, luci ambiente, di lettura e integrate nelle alette parasole, 2 poggiatesta posteriori, sistemi di sicurezza Opel Eye (che comprende frenata di emergenza con riconoscimento pedoni, lane keeping assist, forward distance alert, forward collision alert, cruise control con limitatore di velocità, cintura di sicurezza regolabile in altezza, controllo della pressione pneumatici TPMS e sistema PRS di sganciamento della pedaliera.
- Business: (Allestimento medio-basso) che ha in aggiunta all'allestimento Advance vetri posteriori e lunotto oscurati, mancorrenti, griglia anteriore e profilo superiore dei finestrini cromati, soglie battitacco cromate e illuminate, cerchi in lega da 18", Navi 900 IntelliLink a colori da 8", quadro strumenti con display da 8", doppia presa USB posteriore, portellone posteriore apribile hands-free, climatizzatore bi-zona, interni in pelle traforata con il sedile guidatore con certificazione AGR regolabile elettronicamente con funzioni di riscaldamento dei sedili anteriori e posteriori e solamente con la funzione di ventilazione per i sedili anteriori,  Sight & Light Pack (accensione automatica dei fari con sistema di rilevamento delle gallerie, tergicristalli con funzioni di rilevamento pioggia e intensità e retrovisore interno con funzione anti-abbagliamento) e telecamera posteriore con compresi anche i sensori di parcheggio anteriori e posteriori.
- Innovation: (Allestimento medio-alto) ha in aggiunta all'allestimento Business Navi Multimedia Pro con IntelliLink da 8" a colori, comprendente di comandi vocali, mappe europee con compatibilità Apple Carplay e Android Auto, interni in Morrocana effetto pelle premium sport.
- GSi: (Allestimento top di gamma) che ha, in aggiunta all'allestimento Innovation, GSi Exterior Pack (cerchi in lega da 18 a 5 doppie razze cromate, spoiler anteriore e posteriore, minigonne laterali, doppio terminale di scarico cromato), sedili anteriori sportivi in morrocana nero, volante OPC line con paddle, cielo e montani in colore nero e pedaliera in alluminio.

### Motorizzazioni
| Modello                  | Disponibilità | Motore                       | Cilindrata cm³ | Potenza         | Coppia max             | Emissioni CO2 (g/km) | 0–100 km/h (secondi) | Velocità max (Km/h) | Consumo medio (Km/l) |
| 1.5 16V Turbo 140        | dal debutto   | 4 cilindri in linea, Benzina | 1490           | 103 kW (140 CV) | 250 N•m @2000 giri/min | 129-136              | 9,9-10,2             | 207-213             | -                    |
| 1.5 16V Turbo 165        | dal debutto   | 4 cilindri in linea, Benzina | 1490           | 121 kW (165 CV) | 250 N•m @2000 giri/min | 132-149              | 8,9-9,5              | 210-225             | -                    |
| 1.6 16V Turbo 200        | dal debutto   | 4 cilindri in linea, Benzina | 1598           | 147 kW (200 CV) | 280 N•m @1650 giri/min | 145-156              | 7,7-8,4              | 227-235             | -                    |
| 2.0 16V Turbo 260        | dal debutto   | 4 cilindri in linea, Benzina | 1998           | 191 kW (260 CV) | 400 N•m @2500 giri/min | 197-203              | 7,2-7,7              | 242-250             | -                    |
| 1.6 CDTI 16V 110         | dal debutto   | 4 cilindri in linea, Diesel  | 1598           | 81 kW (110 CV)  | 300 N•m @2000 giri/min | 105-122              | 11,6-11,8            | 201-205             | -                    |
| 1.6 CDTI 16V 136         | dal debutto   | 4 cilindri in linea, Diesel  | 1598           | 100 kW (136 CV) | 320 N•m @2000 giri/min | 114-145              | 10,5-11,2            | 203-212             | -                    |
| 2.0 CDTI 16V 170         | dal debutto   | 4 cilindri in linea, Diesel  | 1956           | 125 kW (170 CV) | 400 N•m @1750 giri/min | 136-157              | 8,7-9,4              | 218-226             | -                    |
| 2.0 CDTI Biturbo 16V 210 | dal debutto   | 4 cilindri in linea, Diesel  | 1956           | 154 kW (210 CV) | 480 N•m @1500 giri/min | 184-191              | 7,9-8,2              | 228-233             | -                    |

## Restyling 2019

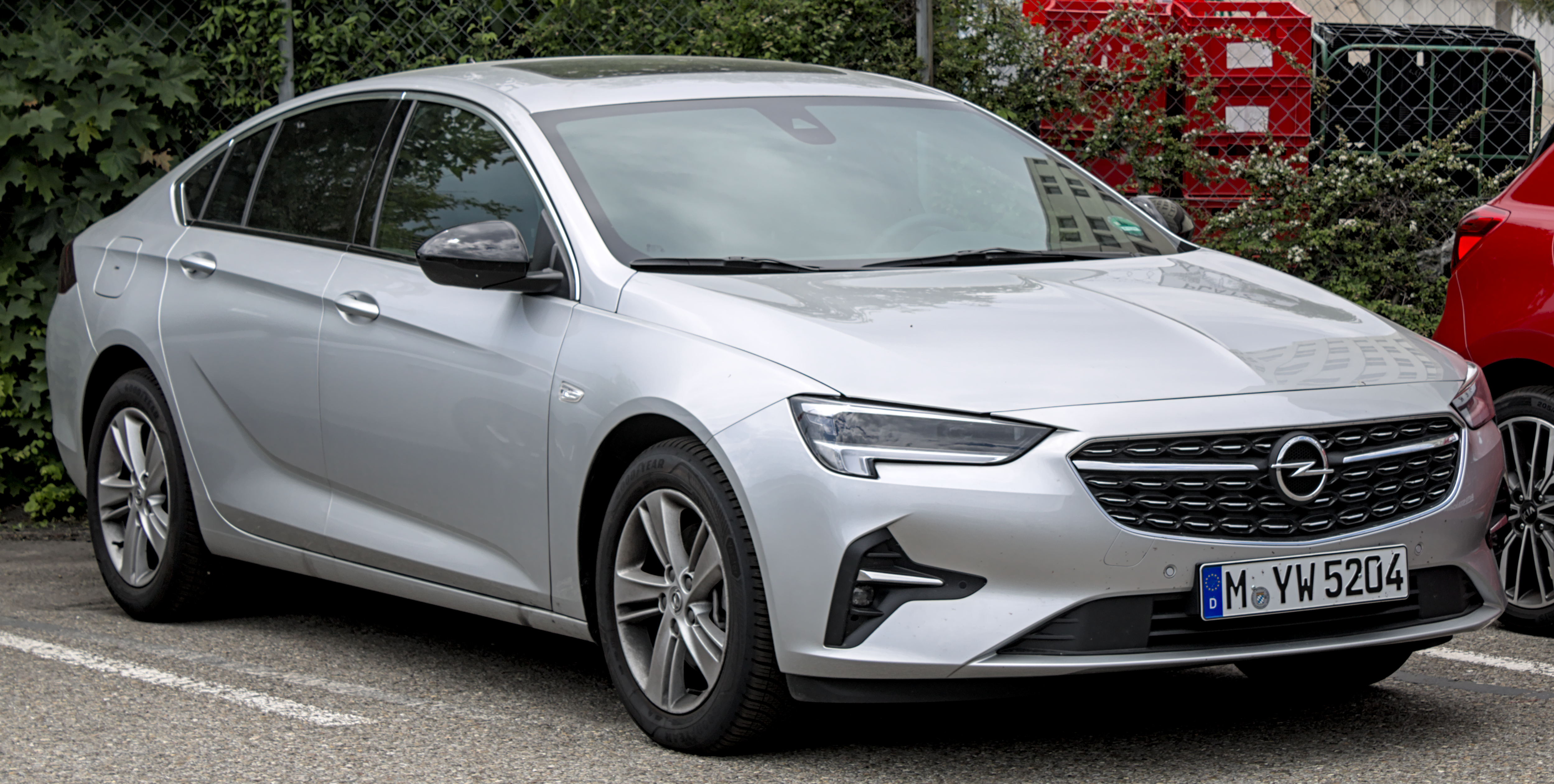
Insignia berlina restyling

La presentazione della versione aggiornata della Opel Insignia è avvenuta attraverso le pagine social europee del marchio Opel, per poi essere presentata al Salone dell'automobile di Bruxelles al termine del 2019.
La nuova Insignia differisce dal modello precedente soprattutto nel design anteriore dove vediamo un aggiornamento del frontale, con nuovi gruppi ottici che hanno luci diurne non più all'esterno ma all'interno del faro stesso, così da creare quello scalino in basso caratteristico delle ultime Opel nato nella Corsa E e ripreso e aggiornato nella Corsa F. I fari mantengono la tecnologia Matrix LED. Gli altri componenti che vanno a cambiare sono la mascherina anteriore e il paraurti anteriore. La calandra diventa attiva così come sull'Astra viene utilizzata per diminuire il coefficiente di attrito tramite una paratia che va a chiudersi quando non si ha bisogno di raffreddamento e alle alte velocità. 

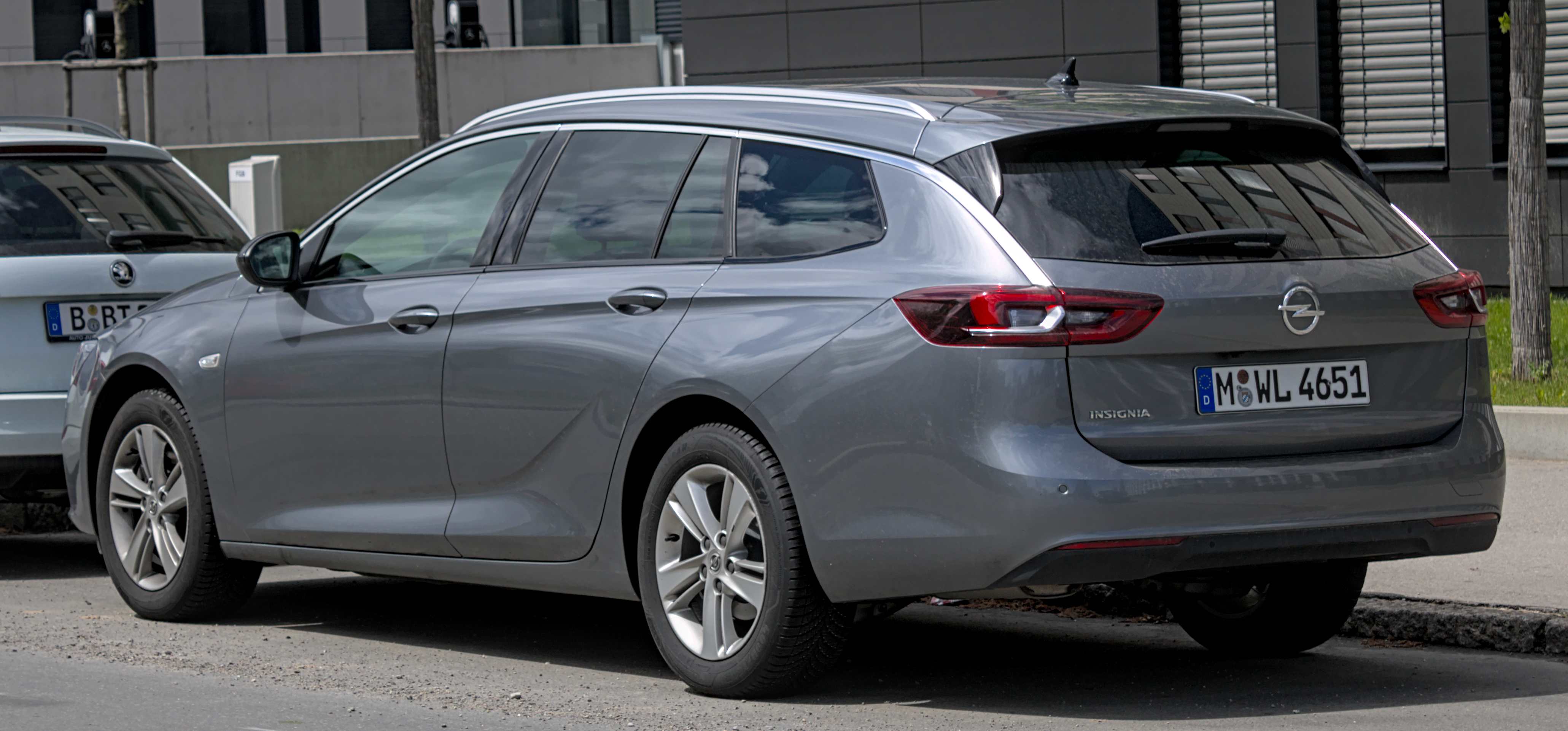
Insignia Sports Tourer restyling

Aggiunge anche i singleframe e ha con sé due listelli cromati che vanno a continuare il disegno dei fari diurni e inoltre il paraurti varia la sua linea rendendola più spigolosa ma al tempo stesso leggermente più sportiva, anche le prese d'aria laterali vanno a cambiare andando ad assomigliare a quelle della più piccola Opel Corsa F. Troviamo anche aggiornamenti nella versione GSi dove si ha la stessa calandra della versione normale ma eliminando i singleframe cromati, oltre a questo varia il disegno dell'intero paraurti anteriore così da dare all'auto un'impronta più sportiva.
Gli interni invece non variano molto in fatto di design ma hanno degli aggiornamenti nel infotaiment con l'inserimento di un nuovo layout della schermata e un aumento della velocità del processore interno.
Meccanicamente la Opel Insignia varia dal modello uscente nelle motorizzazioni che adottano tutte un frazionamento che va da 3 cilindri per l'unico diesel ossia il 1.5 CDTi da 122 CV e il benzina 1.4 Turbo da 145 CV. Mentre i 4 cilindri sono il 2.0 turbo da 200 CV e il 2.0 turbo da 230 CV quest'ultimo per la versione GSi.
I motori 3 cilindri adottano tutti un cambio manuale a 6 marce mentre i motori 4 cilindri benzina da 200 e 230 CV adottano di serie un cambio automatico a 9 rapporti. 
L'insignia esce di produzione a fine marzo 2023 non venendo sostituita da nessun modello di pari categoria.

### Motorizzazioni
| Modello         | Motore                       | Cilindrata cm³ | Potenza kW (CV)/rpm  | Coppia max N•m/rpm | Emissioni g/km | 0-100 km/h | Velocità max km/h | Consumo medio l/100 km |
| --------------- | ---------------------------- | -------------- | -------------------- | ------------------ | -------------- | ---------- | ----------------- | ---------------------- |
| 1.4 12v Turbo   | 3 cilindri in linea, benzina | 1342           | 107 (145) /5000-6000 | 236/1500-3500      | 129-152        | 10,1       | 210               | 5,7-6,7                |
| 2.0 16v Turbo   | 4 cilindri in linea, benzina | 1998           | 147 (200) /4250-6000 | 350/1500-4000      | 168-180        | 7,9        | 233               | 7,4-7,9                |
| 2.0 16v Turbo   | 4 cilindri in linea, benzina | 1998           | 169 (230) /5000      | 350/1500-4000      | 205-194        | 7,6        | 235               | 8,6-9,1                |
| 1.5 12v Turbo D | 3 cilindri in linea, diesel  | 1496           | 91 (122) /3250       | 300/1750-2500      | 121-145        | 10,8       | 208               | 4,6-5,5                |